# Tällistock (Innertkirchen)
Tällistock är en bergstopp i Schweiz.   Den ligger i distriktet Interlaken-Oberhasli och kantonen Bern, i den centrala delen av landet, 70 km öster om huvudstaden Bern. Toppen på Tällistock är 2 580 meter över havet, eller 181 meter över den omgivande terrängen. Bredden vid basen är 0,68 km.
Terrängen runt Tällistock är huvudsakligen mycket bergig. Närmaste större samhälle är Engelberg, 10,2 km nordost om Tällistock. 
Trakten runt Tällistock består i huvudsak av gräsmarker. Runt Tällistock är det mycket glesbefolkat, med 2 invånare per kvadratkilometer.